# Lac Wey (departamento)
Lac Wey é um dos quatro departamentos da região de Logone Occidental, no Chade. Sua capital é a cidade de Moundou. O nome deriva do lago Wey, localizado no departamento.

## Subdivisões
Lac Wey está dividido em 7 sub-prefeituras:
- Moundou
- Bah
- Delicatessen
- Dodinda
- Mbalkabra
- Mballa Banyo
- Ngondong